# Yusuke Minoguchi
Yusuke Minoguchi (født 23. august 1965) er en japansk fodboldspiller. Han var en del af den japanske trup ved AFC Asian Cup 1988.